# Castelo de Rudelle
O Château de Rudelle é um castelo dos séculos XVI e XVII na comuna de Muret em Haute-Garonne, na França.
O castelo é conhecido pelas suas chaminés antigas e pelos murais pintados no terceiro andar.
Foi construído por Guillaume de Rudelle, filho de Jean de Rudelle, um conselheiro do rei. Em 1783, Jean-Marie-Joseph Ingres, o pai do famoso artista Jean-Auguste-Dominique Ingres, ficou lá e pintou vários tectos. Na Revolução Francesa, a propriedade foi adquirida como um bem nacional e vendida em leilão.
Uma propriedade privada, está classificado desde 1979 como monumento histórico pelo Ministério da Cultura da França.